# Fertőd
Fertőd je město v západním Maďarsku v župě Győr-Moson-Sopron. Vzniklo sloučením měst Eszterháza a Süttör v roce 1950.

## Památky

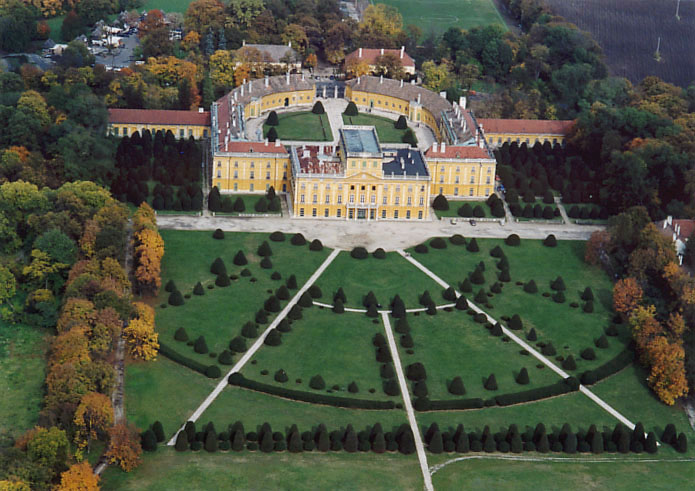
Fertődský zámek Esterházyů

- rokokový zámek Esterházy, postavený v 60. letech 18. století bývalými knížaty z rodu Esterházyů je na seznamu světového dědictví UNESCO, bývá označován za „maďarské Versailles“ a je zřejmě nejvýznamnější rokokovou památkou Maďarska. Žil a v letech 1778 - 1790, zde působil mj. rakouský hudební skladatel Joseph Haydn.
- Hřbitov rodiny Esterházy -  parčíku asi dva kilometry. severovýchodně od Esterházyho paláce; jsou zde pohřbeni: Kníže Mikuláš IV. Esterházy z Galanty († 1920), jeho manželka Margit († 1910), jejich syn Anton († 1944) a další.
- Národní park Fertő-Hanság (236 km²), jehož součástí jsou také jižní močály a zámecký park. V roce 2001 byl spolu s rakouským Národním parkem Neusiedler See-Seewinkel prohlášen za světové dědictví UNESCO kvůli své flóře a fauně.

## Turistika
- příhraniční cyklotrasa kolem Neziderského jezera, která spojuje nedalekou Šoproň (25 km) se Seewinkelem (Pamhagen 10 km) nebo vinicemi v západní části jezera v Burgenlandu.